# Omphra
Omphra es un  género de coleópteros adéfagos de la familia Carabidae.

## Especies
Comprende las siguientes especies:
- Omphra atrata (Klug, 1834)
- Omphra complanata Reiche, 1843
- Omphra hirta (Fabricius, 1801)
- Omphra pilosa Klug, 1834
- Omphra rotundicollis Chaudoir, 1872
- Omphra rufipes (Klug, 1834)